# Tom Malinowski

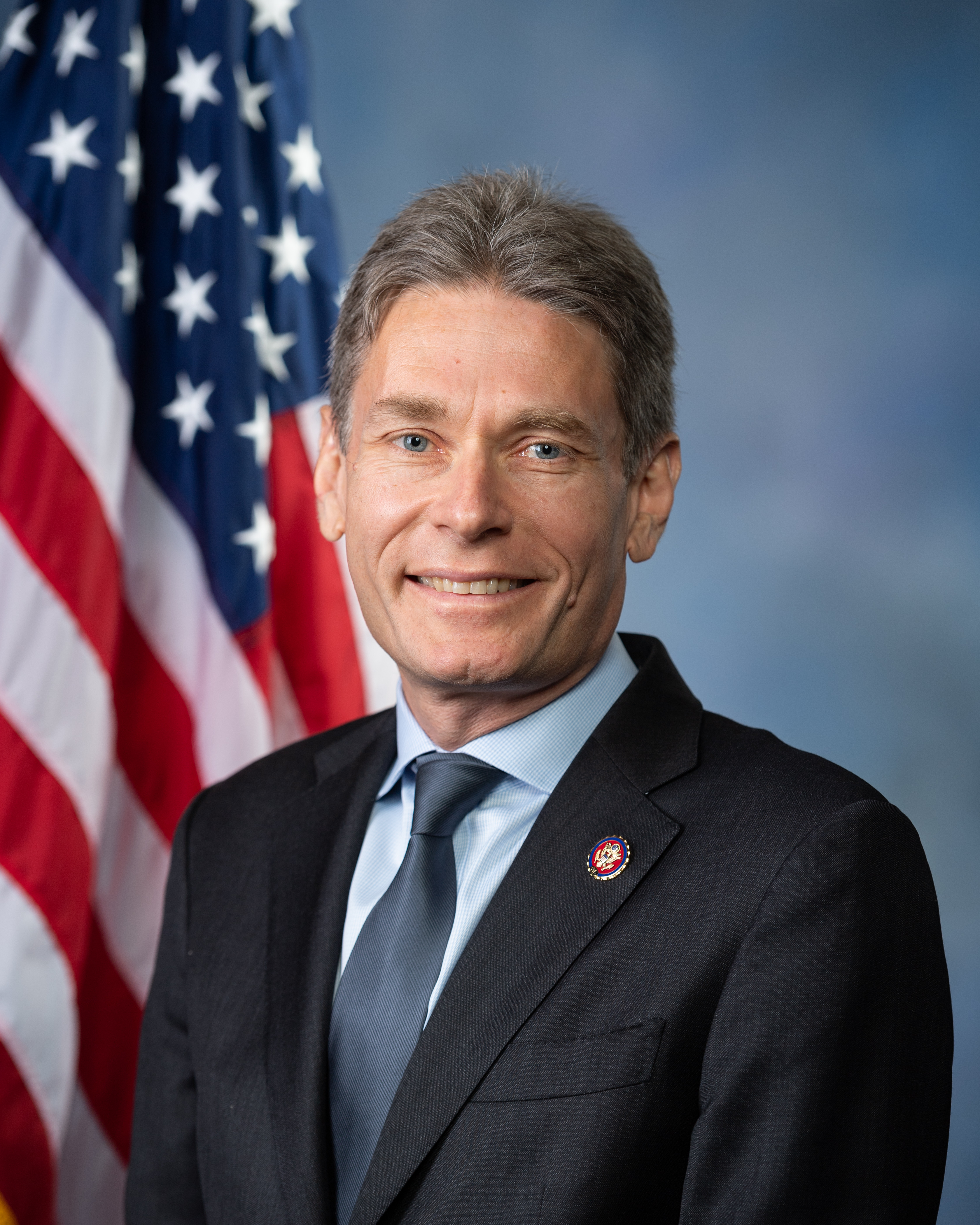
Tom Malinowski (2019)

Tomasz „Tom“ P. Malinowski (* 23. September 1965 in Słupsk, Polen) ist ein polnisch-US-amerikanischer Diplomat und Politiker. Als Mitglied der Demokratischen Partei war er von 2019 bis 2023 Inhaber des siebten Sitzes des Bundesstaates New Jersey im US-Repräsentantenhaus. In dieses Amt war er am 6. November 2018 gewählt worden und wurde am 3. Januar 2019 vereidigt.

## Leben
Bis zum Alter von sechs Jahren lebte Malinowski in Brwinów. Mit seiner Mutter Joanna wanderte er in die Vereinigten Staaten aus, wo sie den Journalisten und politischen Aktivisten Blair Clark heiratete. Er wuchs in Princeton im Bundesstaat New Jersey auf und absolvierte 1983 die Princeton High School, wo er für die Schulzeitschrift The Tower schrieb. Er absolvierte ein Praktikum beim Politiker Bill Bradley. 1987 erlangte er den Bachelor in Politikwissenschaften an der University of California, Berkeley und 1991 den Master of Philosophy an der University of Oxford, an der er ein Rhodes-Stipendium erhalten hatte.

## Politische Karriere
Malinowskis politische Karriere begann 1988, als er Assistent für den Senator Daniel Patrick Moynihan war. Nach seinem Studium in Oxford arbeitete er für das Institut für die Wissenschaften vom Menschen in Wien (Österreich) und dann als Forschungsassistent für die Ford Foundation. Von 1994 bis 1998 war Malinowski Redenschreiber von Warren Christopher und Madeleine Albright und war für das Außenministerium der Vereinigten Staaten tätig. Von 1998 bis 2001 arbeitete er als Vorgesetzter im United States National Security Council im Weißen Haus, wo er die Aufsicht über das Schreiben von Reden Bill Clintons für Außenpolitik hatte.

### Human Rights Watch
Von 2001 bis 2013 war Malinowski der Washington-Direktor von Human Rights Watch. In diesem Amt engagierte er sich für das Ende von Folter und der Black Sites aufgrund des Kriegs gegen den Terror. Er setzte sich für die Demokratisierung in Myanmar sowie finanzielle Sanktionen für dessen Regierung ein.
Malinowski plädierte für verbesserte Frauenrechte unter den Taliban als Voraussetzung für Friedensgespräche mit den Taliban. Ferner sprach er sich für eine Flugverbotszone in Syrien aufgrund des dortigen Bürgerkrieges seit 2011 aus.

### Assistant Secretary of State
Am 8. Juli 2013 wurde Malinowski als Nachfolger von Michael Posner zum Assistant Secretary of State for Democracy, Human Rights, and Labor unter dem Präsidenten Barack Obama nominiert. Am 2. April 2014 wurde er in diesem Amt bestätigt. Dieses übte er bis zum Ende von Obamas Präsidentschaft am 20. Januar 2017 aus.

### Repräsentantenhaus der Vereinigten Staaten
Tom Malinowski gewann die demokratischen Vorwahlen zur Wahl zum siebten Sitzes des Bundesstaates New Jersey im Repräsentantenhaus der Vereinigten Staaten mit 66,8 Prozent der Stimmen gegen Peter Jacob, der 19,1 Prozent errang.
Er gewann die Wahl 2018 zum siebten Sitz des Bundesstaates New Jersey im Repräsentantenhaus der Vereinigten Staaten am 6. November 2018 gegen Mandatsinhaber Leonard Lance von der Republikanischen Partei mit 63,8 Prozent der Stimmen. Den dritten Platz belegte Diane Moxley von der Green Party mit 0,8 Prozent der Stimmen. Malinowski gehörte der New Democrat Coalition an.
Er war in folgenden Kongressbereichen tätig:
- United States House Committee on Foreign Affairs
  - Subcommittee on the Middle East, North Africa and International Terrorism
  - Subcommittee on Oversight and Investigations
- United States House Committee on Transportation and Infrastructure
  - Subcommittee on Railroads, Pipelines, and Hazardous Materials
  - Subcommittee on Water Resources and Environment.

Er wurde bei der Wahl 2020 in seinem Amt knapp gegen den republikanischen Herausforderer Thomas Kean junior bestätigt und gehörte nach einer Niederlage bei der Wahl 2022 gegen Kean bis Januar 2023 dem Repräsentantenhauses des 117. Kongresses an.
Seit Juni 2024 ist Malinowski Vorsitzender der Demokraten von Hunterdon County.